# Отношения между Русия и Япония
Външнополитическите отношения между Русия и Япония са продължение на външнополитическите отношения между Съветския съюз и Япония.

## Епоха на Руската империя

### Първи контакти
В средата на 17 век Русия е присъединила към себе си по-голямата част от Сибир и има достъп до Охотско море. По това време се е състояла първата среща на руснаци с японец, чието име било Дембей (корабокрушенец). По този начин Русия разбира са съществуването на Япония (1701). Дембей е отведен на аудиенция с Петър I, след което през 1705 г. Петър I нарежда да се открие в Санкт-Петербург училище за изучаване на японски език, а Дембей е бил назначен за учител. След това се организират експедиции с държавен характер за търсене на морски път към Япония. През 1739 г. корабите „Шпанберг“ и „Валтон“ достигат бреговете на провинция Рикудзен и Ава. След този момент Япония разбира за съществуването на Русия.
През 1792 г. руска експедиция в Япония под командата на Адам Лаксман установява първия официален контакт между Русия и Япония.

## Съветската епоха
След Октомврийската революция в Русия, Япония взима участие във военната интервенция против РСФСР. Японската войска от януари 1918 г. участва в окупацията на Сибир, взима участие във военните действия срещу партизаните. Също така участва в репресивни акция върху мирното население. Най-известният инцидент се случва в Амурската област-японски войници и помагащите им бели гвардейци убиват 257 души (по-голяма част е била разстреляна, 38 души са затворени и изгорени живи).
През 1922 г. японските войски са изтеглени от територията на Русия.

### 1922 – 1941
През 1925 г. е подписано Съветско-японска конвенция за основните принципи на взаимоотношения.
От 1920 г. до 1930 г. Съветско-японските отношения не са еднозначни.
През 1931 г. Япония осъществява първата си военна агресия срещу Китай, ръководен тогава от Чан Кайши - лидер на Гоминдана. След нападеието на Чунцин - тогава столица на гоминдановски Китай, китайските войски се изтеглят в дълбоката вътрешност на Китай, и японците създават буферна държава с името Манджоу-Го (поулярна като Манджурия). СССР който е в противоречие с Чан Кайши, но не подкрепя японското нападение има един съюзик в източна Азия - освободената с негова помощ и осъществила народна социалистическа рволюция през 1921 г.Монголия (Монголска народна република) която е втората в света социалистическа страна. С Монголия СССР има развити отношения, а самата Монголска народна република, ръководена от маршал Хорлоогийн Чойбалсан има създадена още в периода 1924-1931 г. мощна армия, модрено въоръжена с най-доброто съветско оръжие и силна военна машина. През 1936 г. СССР и Монголската народна република сключват Договор за съвместна отбрана от външна агресия, имайки се предвид предимно Япония. С договорът от 1936 г. в Монголия са настанени огромни части на Червената армия. През 1937 гЯпония подписва с нацистка Германия т.нар. Антикоминтерновски паркт с който като главен противник е определен СССР. На това основание Япония дислоцира на границата с Монголия огромни военни части именувани Квантунска армия под командването на генерал Камацубара. През 1939 г. японската квантунска армия напада Монголия при река Халхин Гол, правейки опит да завладее територията и съветската територия при ез. Хасан. Монголските войски и червената армия разгромяват тотално японската армия която дава над 55 хил убити, пленеи и ранени войници и офицери. В битката съветските и монголските войски прилагат висока бойна тактика за разгромяването на японския враг, който не очаква подобни действия на реагиране от страна на двете нападнати страни. През 1939 след разгромът на японците при Халхин Гол в Москва те подписват съветско-монголско-японско споразумение за спиране на бойните действия. През следващата 1940 г. отношенията на СССР и Монголия с Япония остават непроменени, като съветските и монголските войски очакват всеки момент японско нападение. Отношенията се урегулират с Договорът за ненападение между СССР и Япония сключен през декември 1941 г. от министръра на външните работо на СССР Вячеслав Молотов и японския външен министър Йесуке Мацуока, като нито една от двете договорени страни не напада другата в периода на избухналата на 22 ри юни 1941 г. Германо-съветска война.

## Външнополитически отношения между Русия и Япония
Външнополитическите отношения между Русия и Япония се затрудняват главно от спора за суверенитета върху Курилските острови, който вече 66 години (към 2012 г.) след края на Втората световна война не намира разрешение. Островите са важни както в икономически, така и във военен план поради изобилието на природни ресурси и тяхното стратегическо местоположение. На 10 февруари 1904 г. избухва Руско-японската война вследствие на съперничеството между Руската империя и Япония за проникване и контрол върху Манджурия и Корея. Това, както и няколко по-малки конфликта, спират подписването на мирния договор след края на ВСВ. Към 2012 г. договорът все още не е подписан.
Правителството на Борис Елцин стъпва на власт в Русия в края на 1991 г. след разпадането на Съветския съюз. Въпреки че въпросът за южните Курилски острови все още натежава върху отношенията между двете страни, министър-председателят на Япония Морихиро Хосокава и руският президент Елцин признават необходимостта от насърчаване на мира и стабилността в Азиатско-тихоокеанския регион. Също така потвърждават значението на диалога между двете правителства по широк кръг от въпроси, включително сигурността, и се договарят за по-нататъшно развитие на двустранните отношения. По това време Япония е част от Г7 и от името на лидерите на „Групата на седемте“ Хосокава заявява, че подкрепят демократичните и икономически реформи, следвани от президента Елцин и нещо повече – допълнително ще насърчават тези реформи. През септември 1992 г. Борис Елцин отлага планирано посещение в Япония, което провежда година по-късно, на 11 октомври 1993 г. По време на посещението, въпреки че се обсъждат различни въпроси, включително северните територии и подписването на мирен договор, нито една от страните не отстъпва от позицията си и съответно не се стига до подобрение в отношенията им. 
На 13 ноември 1998 г., новоизбраният японски министър-председател Keizō Obuchi посещава Руската федерация, за да се срещне с президентът Борис Елцин. На срещата са подписани Декларация за изграждане на партньорство между Русия и Япония, Споразумение за насърчаване и защита на инвестициите и други документи важни за успешното развитие на отношенията между двете страни.
На 16 август 2006 г. руските морски власти убиват японски рибар във водите около спорните Курилски острови. От 1956 г. това е първият убит човек в оспорваната територия. Това събитие предизвиква нова размяна на остри реплики между двете правителства и влошава отношенията между Русия и Япония. 
Спорът за южните Курилски острови допълнително влошава руско-японските отношения, когато на 16 юли 2008 г. японското правителство публикува нова насока в учебниците, според която Япония има суверенитет над Курилските острови. Руската общественост е най-вече възмутена от тези действия и поисква правителството да противодейства. На 18 юли 2008 г. министерството на външните работи на Русия съобщава, че тези действия нито допринасят за развитието на положително сътрудничество между двете страни, нито спомагат за уреждането на спора върху островите. 
През 2010 г. новоизбраният японски министър-председател Наото Кан прави изявление, в което съобщава, че ще съдейства усилено за подобряване на политическите и икономически отношения между Япония и Русия, което от своя страна ще доведе до подписването на мирен договор. На 1 ноември 2010 Дмитрий Медведев посещава остров Кунашир (за първи път след края на Втората световна война руски лидер посещава спорните територии), където описва Курилските острови като много важен регион за Русия и с това си изказване предизвиква японската общественост. Наото Кан обобщава посещението на Медведев като „разочароващо“.
След разгорещяването на спора, през февруари 2011 г. президентът Дмитрий Медведев нарежда значително увеличение на руската защита на Курилските острови.
На 28 януари 2012 г. външните министри на Япония и Русия, Коичиро Гемба и Сергей Лавров подписват споразумение за опростяване на визовите процедури между двете страни, освен това се договарят за развитие на сътрудничеството в сферата на икономиката и сигурността. Отново няма напредък в уреждането на териториалния спор, тъй като нито една от страните не оттегля претенциите си към четирите Курилски острова. Лавров след срещата си с Гемба заявява, че Москва и Токио трябва да намерят по сдържан начин за разрешение на териториалния спор. На пресконференцията Коичиро Гемба съобщава, че подписването на мирен договор е по-наложително от когато и да било преди.